# Edificio IG Farben
El Edificio IG Farben (en alemán: I.G. Farben Gebäude /I.G. Farben Hochhaus), obra del arquitecto alemán Hans Poelzig, se levanta en la ciudad de Fráncfort del Meno.
Tras haber tenido varios usos, el edificio es sede de la Universidad Johann Wolfgang Goethe desde hace algunos años.

## Historia
El conglomerado de industria química IG Farben (en alemán Interessen Gemeinschaft Farbenindustrie Aktiengesellschaft) comanda la construcción del edificio, que terminado solamente en tres años de obras en 1931. En su momento constituyó el mayor complejo de oficinas del mundo. Además, cabe destacar que dicha empresa IG FARBEN se valió del poderío alemán nazi durante la Segunda Guerra Mundial para, de esa manera, esclavizar y servirse de mano de obra esclava judía. En el campo de concentración de Auschwitz III (Buna - Monowitz), se utilizó como campo de trabajo a esclavos para la empresa IG Farben. 
Durante la Segunda Guerra Mundial, la ciudad fue severamente destrozada y los alrededores del edificio quedaron reducidos a escombros. Sin embargo los aliados decidieron conservar este edificio que pertenecía a una de las joyas de la economía de la Alemania nazi.
Finalizado el conflicto, los cuarteles del Mando Europeo de los Estados Unidos se instalaron en este edificio, hasta que las instalaciones permanentes estuvieron disponibles.
En 1945 las fuerzas de ocupación devuelven el edificio a los alemanes. El estado de Hesse invierte el equivalente a veinte millones de euros en reparaciones para convertir el edificio en sede de la Universidad Johann Wolfgang Goethe.

## Características
Poelzig diseñó esta obra siguiendo los parámetros de la escuela de la Bauhaus. Los seis bloques que conforman el conjunto ocupan un lugar central en la ciudad.
Entre las transformaciones llevadas a cabo para su adecuación como establecimiento universitario, destaca un completo sistema de ascensores para minusválidos. Este proyecto contó con subvenciones de la Unión Europea (UE).

Edificio IG Farben.